# El Chipilinar
El Chipilinar är en ort i Mexiko.   Den ligger i kommunen Las Rosas och delstaten Chiapas, i den sydöstra delen av landet, 800 km öster om huvudstaden Mexico City. El Chipilinar ligger 957 meter över havet och antalet invånare är 223.
Terrängen runt El Chipilinar är huvudsakligen kuperad, men åt sydväst är den platt. Runt El Chipilinar är det ganska glesbefolkat, med 38 invånare per kvadratkilometer. Närmaste större samhälle är Venustiano Carranza, 15,3 km väster om El Chipilinar. Omgivningarna runt El Chipilinar är en mosaik av jordbruksmark och naturlig växtlighet.